# Блоне (Пясечинський повіт)
Блоне (пол. Błonie) — село в Польщі, у гміні Пражмув Пясечинського повіту Мазовецького воєводства.
У 1975-1998 роках село належало до Варшавського воєводства.